# Хосейн Хосроуджерди
Хосейн Хосроуджерди — современный иранский художник.

## Биография
Родился в 1957 году, выпускник факультета изящных искусств Тегеранского университета.
Хосроуджерди – рисовальщик, график, художник и скульптор. Он получил почетный диплом на выставке «За мир во всем мире» в СССР.
Хосейн Хосроуджерди показывал посетителям свои работы на 12 персональных и 57 совместных иранских и зарубежных выставках, некоторые из которых упомянуты далее:
Персональная и совместная выставка в Бостоне, 1987 год
Выставка революционных художников, Исламабад (Пакистан), 1987 год
Выставка современных индийских художников, Нью-Дели, 1994 и 1997 годы
Выставка свободных иранских художников, Париж, 1997 год
Выставка революционных художников, Париж, Дом Ирана, 1998 год
Выставка иранских художников, Киев (Украина) (Национальный музей Тараса Шевченко), 1998 год
Пятидесятая международная бьеннале изобразительных искусств, Венеция, 2003 год
Выставка в Музее Мимара, Загреб (Хорватия), 2000 год
Выставка в Лос-Анджелесе, 2002 год
Выставка в Нью-Йорке, 2003 год.
В 2011 году была издательством «Суре-йе мехр» опубликована книга «Собрание произведений живописи Хосейна Хосроуджерди», содержащая некоторые работы этого художника.